# أثر وسائل الإعلام

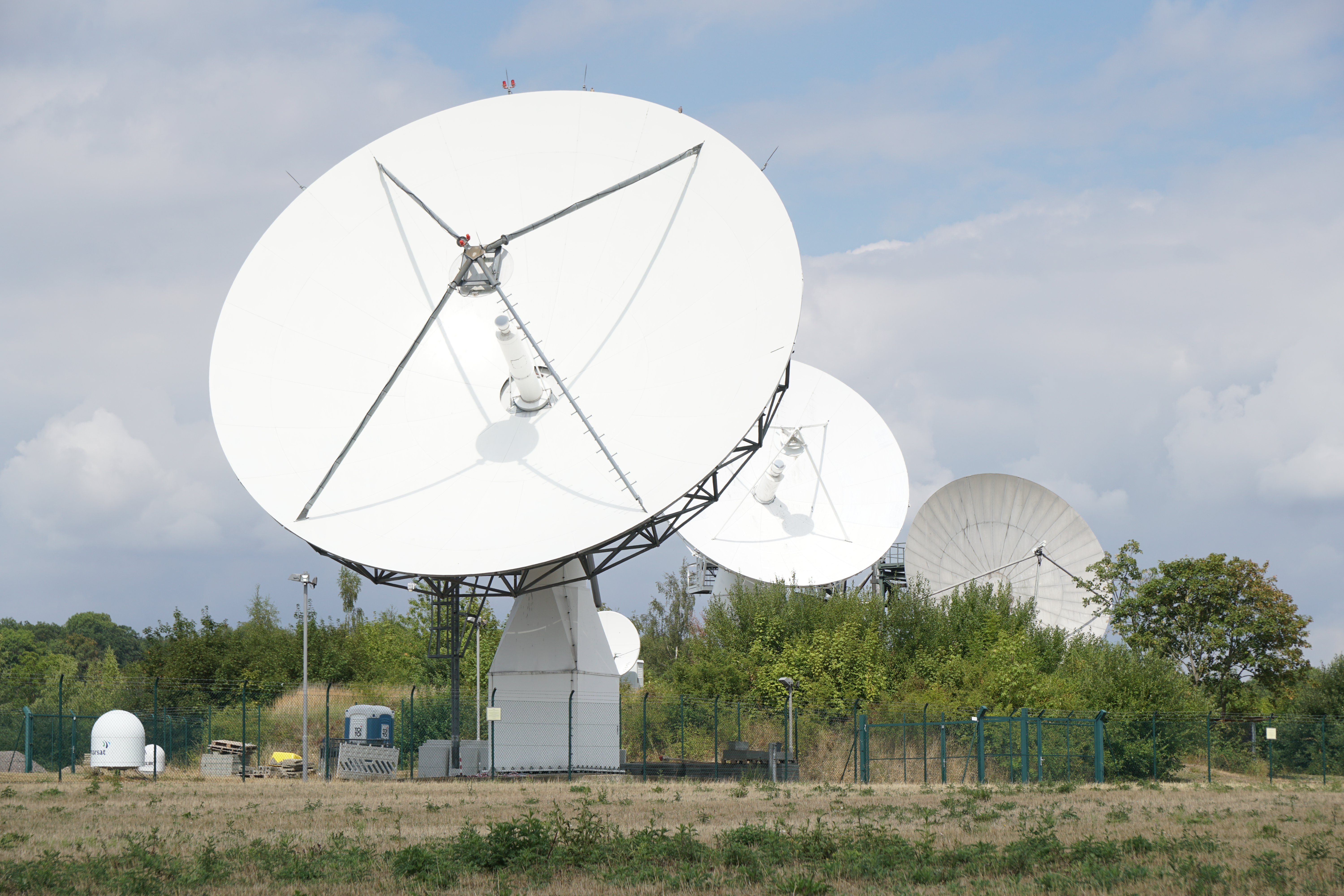
محطة إرسال

يعَد كل من الدراسات الإعلامية، وعلم نفس الوسائط، ونظرية الاتصال، وعلم الاجتماع، والتأثير الإعلامي، وآثار الإعلام موضوعات تتعلق بتأثيرات الإعلام والثقافة الجماهيرية على الفكر والمواقف والسلوك لدى الفرد أو الجمهور. تصل وسائل الإعلام سواء كانت مكتوبة أو متلفزة أو منطوقة إلى جمهور كبير. تُعرف وسائل الإعلام بأنها إحدى أهم القوى المؤثرة في الثقافة الحديثة.
يطال تأثير وسائل الإعلام العديد من جوانب الحياة البشرية، فيمكن أن يشمل: التصويت لجهة معينة، ووجهات النظر والمعتقدات الفردية، أو حتى المعلومات الخاطئة التي يمكن أن تشوه معرفة الشخص بموضوع معين. الإعلام مجال دائم التغير، وينتقده الجمهور العام الآن أكثر من أي وقت مضى. ازداد التأثير الكلي لوسائل الإعلام بشكل كبير على مر السنين، وسوف يستمر في ذلك مع تحسن وسائل الإعلام. تأثير الإعلام هو القوة الفعلية التي تمارسها رسالة وسائط الإعلام، والتي تؤدي إلى تغيير معتقدات الأفراد أو الجمهور أو تعزيزها. مؤثرات وسائط الإعلام هي مؤثرات قابلة للقياس تنتج عن تأثير الوسائط أو رسالة الوسائط. في حال كان لهذه الرسالة الإعلامية تأثير على أيٍّ من أفراد جمهورها، فذلك التأثير منوط بالعديد من العوامل، بما في ذلك ديموغرافيا الجمهور والخصائص النفسية لهم.
يمكن لهذه الآثار أن تكون إيجابية أو سلبية، إذ تؤثر بشكل مفاجئ أو تدريجي، وتدوم لفترة قصيرة أو لمدى طويل. لا تؤدي كل الآثار إلى التغيير؛ إذ تعزز بعض رسائل وسائط الإعلام الاعتقاد الموجود لدى الجمهور. يختبر الباحثون التغييرات في الإدراك والنظم العقائدية والمواقف، والآثار العاطفية والفسيولوجية والسلوكية أيضًا لدى الجمهور بعد تعرضهم لوسائل الإعلام.
هناك العديد من التعريفات العلمية لوسائل الإعلام. عرّف براينت وزيلمان التأثيرات الإعلامية على أنها «التأثير الاجتماعي والثقافي والنفسي للتواصل عبر وسائل الإعلام». وضح بيرس بأن الباحثين في مجال تأثيرات الإعلام يدرسون «كيفية التحكم في تخفيف تأثير وسائل الإعلام أو زيادتها على الأفراد والمجتمع». أوضح بأن الباحثين في مجال تأثيرات وسائل الإعلام يدرسون «أي نوع من أنواع المحتوى، وفي أي نوع من الأوساط، المؤثر على أيّ الأشخاص، وبأي مواقف».

## التاريخ
مرت دراسات حول تأثيرات الإعلام بعدة مراحل، واقترنت هذه المراحل غالبًا مع تطور تقنيات وسائل الإعلام.

### مرحلة الآثار القوية لوسائل الإعلام
يعود الفضل في تطوير تقنيات وسائل الإعلام في أوائل القرن العشرين -مثل نظام الراديو والأفلام- إلى تشكيلها قوة لا تقاوم، وإلى أنها تقولِب معتقدات الجمهور وإدراكهم وسلوكياتهم وفقًا لإرادة الإعلاميين.
كان الافتراض الأساسي لنظرية تأثيرات الإعلام القوية هو أن الجماهير كانت غير متفاعلة ومتماثلة. لم يستند هذا الافتراض إلى أدلة تجريبية، ولكنه استند إلى فرضيات الطبيعة البشرية. هناك تفسيران رئيسان لهذا التصور لتأثيرات وسائل الإعلام. أولاً: اكتسبت تقنيات البث الإذاعي جمهورًا واسعًا، حتى بين الأسر من الطبقة المتوسطة. دُهش الناس من سرعة نشر المعلومات، التي ربما تكون قد غطت على معرفة الجمهور لأي تأثيرات للإعلام. ثانيًا: طبقت العديد من الحكومات تقنيات الدعاية خلال فترة الحرب باعتبارها أداة قوية لتوحيد شعوبها. تمثل هذه الدعاية مثالًا للتأثير القوي للإعلام. ركزت الأبحاث حول تأثيرات الإعلام غالبًا على قوة هذه الدعاية (على سبيل المثال، لاسويل، 1927). ذكرت نظريات آثار وسائل الإعلام المبكرة -عبر تمشيط البيئة التكنولوجية والاجتماعية- أن وسائل الإعلام كانت قوية للغاية.
النظريات التمثيلية: نموذج الإبرة تحت الجلد، أو نظرية الرصاصة السحرية التي تعتبر الجمهور أهدافًا للحُقن أو لرصاصة من المعلومات التي تطلق من مسدس وسائل الإعلام. والجمهور غير قادر على تجنب الحقن أو الرصاص، وغير قادر على المقاومة.

### مرحلة تأثيرات وسائل الإعلام المحدودة
بداية من ثلاثينيات القرن الماضي، أكدت الدراسات المقامة حول المرحلة الثانية من تأثيرات وسائل الإعلام على أهمية البحوث التجريبية عند دراسة الطبيعة المعقدة لتأثيرات وسائل الإعلام نظرًا للطبيعة المتمايزة فرديًا بين الجمهور. ركزت الدراسات التي مولتها منظمة «باين فند»، التي أجريت في الولايات المتحدة، على تأثير وسائل الإعلام في في اليافعين. ركزت عديد من الدراسات الأخرى على دراسات تأثيرات الإقناع، أو احتمالات واستخدام وسائل إقناع مخطط لها في الأفلام وغيرها من وسائل الإعلام. أجرى هوفلاند وآخرون (1949) سلسلة من الدراسات التجريبية لتقييم مدى فعالية استخدام الأفلام في تلقين المبادئ العسكرية للمجندين الأمريكيين. أجرى بول لازارسفيلد وزملاؤه سنة 1944 دراسات حول مدى التأثير الذي تبعثه الحملات الإنتخابية.
كشف الباحثون عن أدلة تجريبية متنامية تؤكد الطبيعة المتمايزة (تختلف آثارها بين المتلقين) التي تخلفها وسائل الإعلام على الأفراد والمستمعين، محددة عددًا من المتغيرات المتداخلة من مثال السمات الديموغرافية، والعوامل النفسية الاجتماعية، والسلوكيات المختلفة المرتبطة باستخدام وسائل الإعلام. مع إضافة تلك المتغيرات الجديدة إلى البحث، أصبح من الصعب عزل التأثير الإعلامي الذي أدى إلى أية تأثيرات مرتبطة بوسائل الإعلام على إدراك الجمهور وسلوكه وموقفه. لخص بيريلسون (1959) في اقتباس مختصر «لفتت بعض أنماط التواصل حيال بعض القضايا انتباه بعض الأفراد تحت ظروف معينة ونتج عنها تأثيرات محددة». رغم ضعف مفهوم وسائل الإعلام بالغة التأثير، لم ينفي ذلك امتلاك وسائل الإعلام القدرة على التأثير والنفوذ. عوضًا عن ذلك، ساد الاعتقاد أن بنية العلاقات الاجتماعية السائدة والأطر الثقافية تلعب الدور الرئيسي في صقل أو تغيير آراء الناس. أضعفت تلك الفكرة الدراسات المتمحورة حول تأثيرات وسائل الإعلام.
النظريات المعتمدة:
- تدفق التواصل على خطوتين: تبحث هذه النظرية في التأثيرات غير المباشرة لوسائل الإعلام، إذ توضح أن الأفراد يتأثرون بالإعلام نتيجة حافز شخصي أو تأثرًا بآراء القادة.
- نظرية التعرض الانتقائي: يؤكد جوزيف ت. كلابر في كتابه: «آثار الاتصال الجماهيري»، أن الجماهير ليسوا أهدافًا موجّهة لأي من محتويات وسائل التواصل. بل إن الجمهور ينتقون المحتوى الذي يتوافق مع القناعات التي توصلوا هم إليها مسبقًا.

### مرشحات تشومسكي
حدد نعوم تشومسكي خمسة مرشحات تعمل من خلالها وسائل الإعلام:
- الملكية: في النهاية، تدير وسائل الإعلام شركات كبرى تسعى إلى تحقيق الربح، ولذا فإنها ستنشر المقالات التي تساهم في تحقيق أكبر قدر من الربح.[14]
- الإعلان: نظرًا لكون وسائل الإعلام تكلف أموالًا أكثر من التي قد يتحمل الفرد المستهلك دفعها، فإن شركات وسائل الإعلام ستكون في حالة عجز. تستخدم الشركات مردود الإعلانات لتغطية ذلك العجز. إذ إنه في حين بيع الإعلام للمستهلكين، فإن هؤلاء المستهلكين بدورهم «يباعون» للمعلنين.
- النخبة الإعلامية: نظرًا لطبيعتها، لا يمكن فرض ضوابط على الصحافة، لذا فإنها تسمح بالفساد من جانب الحكومات، والشركات، والشركات الكبيرة التي تعرف كيف «تتلاعب بالنظام».
- الانتقاد: يصعب على الصحفي الإنحراف عن الفكرة المجمع عليها وإلا فإنه سيلقى «النقد». عندما يتنافى التقرير مع ما يرويه صاحب النفوذ، ستحاول تلك السلطة تشويه سمعة المصادر، وإفساد الروايات، ومحاولة تشتيت انتباه القراء.
- العدو المشترك: خلق عدو مشترك للجمهور، إذ يوحد التجمع ضده الرأي العام.

### مرحلة تأثيرات وسائل الإعلام الفعالة المعاد اكتشافها
واجهت نظرية التأثير الإعلامي المحدود تحديًا شكله دليل يدعم حقيقة أن الرسائل التي توصلها وسائل الإعلام بإمكانها حقًا أن تؤدي آثار اجتماعية قابلة للقياس. ناقش لانغ ولانغ في دراسة عام 1981 بأن القبول الواسع النطاق لنظرية التأثير الإعلامي المحدود ليس له ما يبرره، «وأن الأدلة التي أتيحت في نهاية خمسينيات القرن الماضي، حتى عند مقارنتها بالنتائج السلبية، لا تعطي أي مبرر لإصدار حكم شامل حول «أهمية وسائل الإعلام»».
خلال خمسينيات وستينيات القرن الماضي، ظهرت السلطة الواسعة التي يفرضها التلفاز على الحياة الاجتماعية. حينها أدرك الباحثون أيضًا بأن الأبحاث الأولية، التي اعتمدت بشكل كبير على النماذج النفسية، صبت تركيزها على الآثار المباشرة وقصيرة المدى. أتاح نموذج «التفاعل المحفز» إمكانية وجود آثار عميقة طويلة الأجل تخلفها وسائل الإعلام. جدد التحول من الدراسات قصيرة الأجل إلى دراسات طويلة الأجل البحث المتمحور حول آثار وسائل الإعلام. أولي المزيد من الاهتمام للأنماط الثقافية الجماعية، ومفاهيم الواقع الاجتماعي، والإيديولوجية، والسلوك العرفي. رغم أن الجماهير لا زالت تعتبر في محل سيطرة يسمح لها باختيار وسائل الإعلام التي تتلقاها، «إلا أن الطريقة تختار بها وسائل الإعلام المحتوى وتعالجه وتصيغه لأغراضها الخاصة قد يحمل تأثيرًا قويًا على كيفية تلقيه وتفسيره، مخلفًا نتائج طويل الأجل» (ماكويل، 2010).
النظريات المعتمدة:
- نظرية ترتيب الأولويات: تصف هذه النظرية كيف يؤثر اختيار المواضيع ومدى نقلها من قبل وسائل الإعلام على الأهمية التي ينظر لها لدى الجمهوري.
- التأطير: تصف النظرية قدرة وسائل الإعلام على التلاعب بتفسير الجمهور لرسالة الإعلام من خلال السيطرة الدقيقة على وجهات النظر، والحقائق، والآراء، ومقدار التغطية الإعلامية.
- فرضية الفجوة المعرفية: تصف التأثير بعيد المدى لوسائل الإعلام الوضع الاجتماعي والاقتصادي للسكان، على افتراض أنه «مع تزايد اندماج المعلومات المتلقاة من وسائل الإعلام في النظام الاجتماعي، تميل الشرائح ذات الحالة الاجتماعية الاقتصادية العليا إلى الحصول على تلك المعلومات أسرع من نظيرتها الدنيا، ما يؤدي إلى زيادة الفجوة المعرفية بين الشريحتين بدلًا من تقليصها».
- نظرية الغرس الثقافي: ففيما ينهمك الجمهور في الرسائل التي ترسلها وسائل الإعلام، خاصة على شاشات التلفزة، إذ يستدلون على حقيقة العالم الواقعي من خلال مشاهداتهم للواقع المصور في الإعلام.

### مرحلة التأثير الإعلامي التفاوضية
في أواخر السبعينيات، درس الباحثون دور وسائل الإعلام في تشكيل الواقع الاجتماعي، أو ما يشار إليه «بالبنائية الاجتماعية» (غامسون وموديغلياني، 1989). قيم هذا النهج دور وسائل الإعلام في تشكيل فحوى الكلام أمام الوقائع الاجتماعية المقابلة. بدايةً: تصوغ وسائل الإعلام صور المجتمع بطريقة منمطة يمكن التنبؤ بها، في كلا مجالي نقل الأخبار والترفيه. ثانيًا، يبني الجمهور أو يستمد تصوره للواقع الاجتماعي الحقيقي ودوره فيه من خلال التفاعل مع الحقائق التي بنتها وسائل الإعلام. يمكن للأفراد من تلك الجماهير التحكم في تفاعلهم وتفسيرهم للوقائع التي تطرحها وسائل الإعلام. إلا أنه حين تكون وسائل الإعلام هي المصادر الوحيدة للمعلومات، فإن المتلقين سيقبلون ضمنيًا الواقع الذي تشكله وسائل الإعلام. كبديل عن ذلك، يمكن لهم اختيار استنباط واقعهم الاجتماعي من مصادر أخرى، مثل المرور بتجربة مباشرة أو من البيئة الثقافية.
أضافت هذه المرحلة أيضًا أساليب بحث نوعية وإثنوغرافية إلى وسائل البحث الكمية والسلوكية الموجودة مسبقًا. إضافة لذلك، ركزت عدة مشاريع بحثية على الآثار الإعلامية المتعلقة بالتغطية حول الأقليات والحركات الاجتماعية المتطرفة. 

### مرحلة البيئة الإعلامية الجديدة
في السبعينيات، ظهر بحث حول آثار السلوك الفردي أو الجماعي في البيئات التي يتوسطها الحاسوب. انصب التركيز على تأثير الاتصالات المحوسبة في التفاعلات الفردية والجماعية. درست الأبحاث الأولية التفاعلات الاجتماعية والانطباعات التي شكلتها الاتصالات المحوسبة حول بعضهم البعض، بناءً على الخصائص المحددة التي تتسم بها الاتصالات المحوسبة مثل الخصوصية وعد وجود الإشارات غير الشفوية (سمعية أو بصرية). قارن الجيل الأول من الأبحاث التي أجراها الباحثون على الاتصالات المحوسبة محتوى الإنترنت المتوفر نصيًا فقط (مثل رسائل البريد الإلكتروني)، بالتواصل المباشر وجهًا لوجه (كولنان وماركوس، 1987). على سبيل المثال، طور دافت ولينجل (1986) «نظرية الغنى الإعلامي» التي تهدف إلى تقييم قدرة الإعلام على إعادة إنتاج المعلومات.